# 近藤ナツコ
近藤 ナツコ（こんどう なつこ）は、日本の歌手、作詞家。

## 人物
1993年5月にI.W.ハーパーのCMソングでプレデビュー。

## ディスコグラフィ

### シングル
- You've Got Style（1993年6月21日）
- いつかFall in Love（1993年11月21日）
- Cause I Love・・・（1994年3月5日）
- スーパー・ラブ・ロマンス（1994年6月22日）
- バレンタイン・イヴ（1995年1月25日）
- 愛が降りそそぐ街（1995年8月21日）
- わかりやすい恋心（1996年4月24日）

### アルバム
- セブン・ビューティーズ（1994年7月6日）
- all my loving（1996年5月22日）

## 出演

### ラジオ番組
- はいぱぁナイト（KBS京都）
- ハイヤングKYOTO（KBS京都）

## 作詞提供
彩月貴央
『FAITH』 作曲：須田悦弘
鮎川穂乃果
『マシュマロ☆ハート』 作曲：821R
今井麻美
『Hasta La Vista』 作曲：椎名豪
A.B.C-Z
『HIGHER!FLY!』 作曲：加藤裕介
加藤慶祐
『In The Future』 作曲：飯田建彦
兼崎健太郎
『HOLIDAY』 作曲：楠統一
兼崎健太郎、八神蓮
『GALAXY』 作曲：尾飛良幸
金田朋子
『青い鳥』 作曲：尾飛良幸
鎌苅健太
『宝石』 作曲：河又圭一
北山宏光（Kis-My-Ft2）
『チカラ』 作曲：Steven Lee，Joey Carbone
Question?
『Beast Soul』 作詞：森田文人（共作）、作曲：今井晶規
楠田敏之
『ライジングカウンター 〜Infinity〜』 作曲：たかはしごう
楠大典
『蜃気楼』 作曲：牧野信博
小清水亜美
『ANOTHER WORLD』 作曲：尾飛良幸
『Myself ; Yourself』 作曲：尾飛良幸
椎名へきる
『GUILTY』 作曲：たかはしごう
『ラッキーラ★』 作曲：たかはしごう
Signaly's
『MY PRECIOUS FRIENDS』 作曲：河本芳子
しほの涼
『空』 作曲：飯田建彦
下野紘
『宝物』作詞：飯田建彦（共作）、 作曲：飯田建彦
少年隊
『KEEP ON SINGIN'』 作曲：馬飼野康二
『あのときの誓い』 作曲：Fredrik Hult、Dan Sundquist
進藤学
『天使のナミダ』 作曲：楠統一
東京ミカン
『おかめひょっとこ』 作曲：石井完治
『クレサンセマム』 作曲：石井完治
中村太亮
『太陽の島』 作曲：中畑丈治
B.A.D.
『アイシテル』 作曲：成海カズト
保志総一朗
『Shining Tears』 作曲・編曲：たかはしごう
Luke.c
『BUDDIES』 作曲：尾飛良幸
『NO TEARS』 作曲：尾飛良幸
シンガンクリムゾンズ
『シンクリズム-S.C.ISM-』 作曲：たかはしごう